# Jasminum humile
Jasminum humile, también llamado jazmín italiano o jazmín amarillo, es un arbusto oriundo del oeste de China que pertenece a la familia de las oleáceas, género jasminum. Se utiliza en jardinería como planta ornamental.

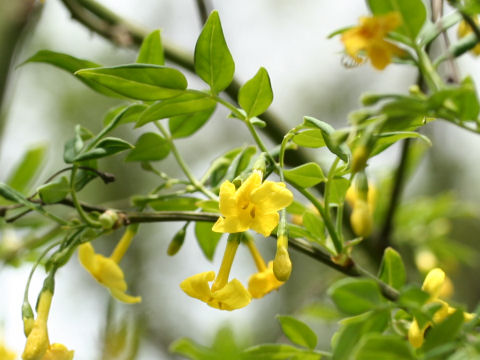
Flores

## Descripción
Alcanza como máximo 5 metros de altura, es de hoja perenne aunque puede perderlas en los climas fríos. Las hojas son compuestas y alternas, estando constituidas cada una de ellas por 7 foliolos de forma ovada-lanceolada. Las flores son de color amarillo y se disponen en forma de racimo, la corola consta de 5 lóbulos redondeados, es tubular y de dos centímetros de longitud.

## Taxonomía
Jasminum humile fue descrita por Carlos Linneo y publicado en Species Plantarum 1: 7. 1753.
Etimología
Ver: Jasminum
humile: epíteto latino que significa "de poco tamaño".
Sinonimia
- Jasminum chrysanthemum Roxb.
- Jasminum farreri Gilmour
- Jasminum flavum Sieber ex DC.
- Jasminum inodorum Jacquem. ex Decne.
- Jasminum italicum Dippel
- Jasminum jacquemontii Jacquem. ex Decne.
- Jasminum mairei H.Lév.
- Jasminum mairei var. siderophyllum H.Lév.
- Jasminum pubigerum D.Don
- Jasminum pubigerum var. glabrum DC.
- Jasminum revolutum Sims
- Jasminum triumphans Dippel
- Jasminum wallichianum Lindl.[5][6]